# 日本の嫁シリーズ
『日本の嫁シリーズ』（にっぽんのよめシリーズ）は、朝日放送（ABC）が制作し、TBS系列で放送されていたテレビドラマのシリーズ。1972年10月5日から1973年9月27日の1年間、木曜夜9時からの1時間枠で放送された。
日本の地方都市が舞台の作品であり、製作に際してJNN加盟局の協力を仰いだ。

## 作品一覧
全作品とも13話（1クール）で交代。

### 嫁ふたり
- 1972年10月5日 - 12月28日放送。

#### 舞台
- 鹿児島県（制作協力：MBC）

#### キャスト
- 花立千代：京マチ子（大阪生まれ）
- 花立武人（千代の夫で花立家の長男）：友竹正則
- 花立欣子：和泉雅子（東京生まれ）
- 花立文人（欣子の夫で花立家の次男）：浜田光夫
- 花立善人：林隆三
- 花立菊：原泉
- 楓（花立家の長女）：荒木雅子
- 伊集院嘉兵衛：藤原釜足
- まつ枝（女中）：大山のぶ代
- 二階堂良庵（産婦人科医）：加藤嘉
- 春子（郵便局員）：葉山ユリ
- 久美（同上）：天野満里子

### 嫁の縁談
- 1973年1月4日 - 3月29日放送。

#### 舞台
- 高知県（制作協力：KUTV）

#### キャスト
- 文子：小山明子
- 節子：安田（現・大楠）道代
- 矢部みさを（節子の妹）：吉沢京子
- 慶次（おうまの孫で大学生）：沖雅也
- 大町おうま（皿鉢料理店「はちきん」の主人）：岸輝子
- 信吾（「はちきん」の板前）：藤巻潤
- あやめ（芸者）：野川由美子
- 佐藤英夫
- 北あけみ
- 住吉正博

### 嫁チャンポン
- 1973年4月5日 - 6月28日放送。

#### 舞台
- 長崎県（制作協力：NBC）

#### キャスト
- ヒロ子：山本陽子
- 玄一郎（ヒロ子の夫）：河原崎長一郎
- 玄次郎：渡辺篤史
- 玄三郎：水谷豊
- かつ江（玄次郎の妻）：吉田日出子
- 玄蔵（玄一郎兄弟の父親）：田崎潤
- 樋口たか（玄蔵の再婚相手）：淡島千景
- 悦子：浜木綿子
- 土屋嘉男
- 志摩みずえ
- 菅井きん
- 藤原釜足
- 入川保則
- 酒井靖乃

#### ナレーション
- 芥川隆行

### 嫁サこらんしょ
- 1973年7月5日 - 9月27日放送。

#### 舞台
- 福島県。主に、会津若松市。テーマ曲にも、民謡「会津磐梯山」の一節が含まれていた。
  - 制作協力：FTV[注 2]

#### キャスト
- 鈴木芳太郎（新聞記者）：宇津井健
- 鈴木亜紀子：有馬稲子
- 鈴木安利（亜紀子の連れ子）：西川忠志
- 鈴木カツ（芳太郎の母で漆器問屋「鈴芳」の主人）：長岡輝子
- 鈴木芳恵（芳太郎の妹）：梓英子
- 和男（芳恵の結婚相手）：夏夕介
- きん（亜紀子の母）：萬代峰子
- 大坪（芳太郎の友人）：山田吾一
- 善吉（みそ問屋「六石屋」の主人）：加藤嘉
- 睦子（善吉の娘）：稲垣光穂子
- 宗助（「鈴芳」の番頭）：多々良純
- 夕子（芸者）：渚まゆみ
- 渡辺（芳太郎の同僚・第4話）：仲谷昇
- 吉村杏子（第7話）：木村夏江
- 月の家鈴子（東山温泉の芸者・第9話）：日色ともゑ
- 秋月（弟12話）：上田忠好
- 木幡（旅行社の社長・第13話）：木田三千雄
- 早崎文司
- 住吉正博

## スタッフ
- 脚本：北村篤子[1][2][3]、安倍徹郎[4]
- プロデューサー：山内久司
- 演出：西村大介 [1][3]、杉本宏[4]、河野雅人[2] 他
- 制作著作：朝日放送

## 挿入歌
- 夏夕介「君がそばにいるから」（作詞・作曲：津坂浩、編曲：神保正明）（日本コロムビア））[4]

## 補足
- 『嫁の縁談』に出演した沖は、共演した野川やプロデューサーの山内の推薦を受け、『必殺仕置人』の棺桶の錠役に起用された。その後、この番組と同じ枠で放送された『新十郎捕物帖・快刀乱麻』にも小山田鉄馬役で出演している。
- 『嫁ふたり』に主演した和泉は『斬り抜ける』に[注 3]、京と原は『必殺仕舞人→新・必殺仕舞人』にそれぞれ起用された。